# Lenguas de la costa de Malakula
La familia de lenguas costeras de Malakula es un subgrupo de las lenguas del noreste de Vanuatu e isla Banks. Agrupa a dieciséis idiomas.

## Lenguas de la familia
- Axamb
- Aulua
- Maskelynes
- Malua Bay
- Malfaxal
- Mae
- Mpotovoro
- Unua
- Rerep
- Port Sandwich
- Bahía suroccidental (Na'ahai, Nahavaq)
- Uripiv-Wala-Rano-Atchin cadena de dialectos
- Vao
- Burmbar
- Tirax

## Comparación léxica
Los numerales en diferentes lenguas costeras de Malakula son:
| GLOSA | Aulua    | Mae      | Bahía Malua | Maskelynes | Rerep       | Nahavaq    | Uripiv- Wala-Rano | PROTO- COSTA MALAKULA |
| ----- | -------- | -------- | ----------- | ---------- | ----------- | ---------- | ----------------- | --------------------- |
| '1'   | ᵐboɣol   | hxal     | sxal        | sua        | 'soɣa       | i-siʔ      | e-tes             | *-tes                 |
| '2'   | iⁿ-rua   | i-ru     | i-ru        | ɛɾu        | 'ɣe-ɾu      | i-ru       | e-ru              | *-rua                 |
| '3'   | iⁿ-dil   | i-til    | i-til       | i-tøɾ      | 'ɣe-teɾ     | i-tul      | e-tul             | *-təl                 |
| '4'   | iᵐbes    | i-βat    | i-vat       | i-βat      | 'ɣe-βetʃ    | i-βʲes     | e-βats            | *-βati                |
| '5'   | i-lma    | i-lin    | i-ləm       | ɛɾɪm       | 'ɣe-ɾim     | i-limʲ     | e-lim             | *-lima                |
| '6'   | ⁿrovoɣol | i-xowen  | i-xəwen     | məlɛɸtɛs   | moɾoβ-'tes  | i-sow-siʔ  | owon              | *5+1 / *owon          |
| '7'   | ⁿrohlua  | i-xedit  | i-xembit    | məlɛβrʊ    | moɾoβ-'ɾu   | i-sow-ru   | eᵐbʉt             | *5+2 / *-pit          |
| '8'   | ⁿrohtil  | i-xewel  | i-xewel     | məlɛβtøɾ   | moɾoβ-'toɾ  | i-sow-tul  | o-wal             | *5+3 / *wal           |
| '9'   | ⁿrohves  | i-xesiβ  | i-xesəv     | məlapat    | moɾoβ-'petʃ | i-sow-βʲej | e-siuw            | *5+4 / *siuw          |
| '10'  | saŋavul  | i-hŋaβil | səŋavəl     | səŋaβyr    | sa'ŋaβuɾ    | i-laŋaβʲul | e-saŋaβʉl         | *saŋaβul              |